# Paus Agapitus II
Agapitus II (Rome, geboortedatum onbekend - aldaar, 8 november 955) was paus van 10 mei 946 tot aan zijn overlijden in 955. Hij steunde Otto I in zijn inspanningen om het noorden van Italië te evangeliseren. Zelf had de paus alle wereldlijke macht over Rome verloren aan prins Alberik II, die zijn zoon Octavianus, de latere paus Johannes XII, als opvolger van paus Agapitus II aanduidde.
Cursief: tegenpaus